# Hegelianismus
Hegelianismus je filozofické myšlení 19. a 20. století, které vychází z učení německého filozofa G. W. F. Hegla. Za podstatu všech jevů přírody a společnosti považuje neosobní duchovní princip: absolutno, absolutní duch, absolutní idea, světový duch, světový rozum; duch prochází 3 stupni: logika, F přírody, F ducha. Hegelianismus je mnohostranný fenomén charakterizovaný širokou škálou filozofických pozic. Její představitele lze v zásadě rozdělit na levicové (Young Hegelians) a pravicové stoupence Hegelovy filozofie.
- Bertrand Russell v The History of Western Philosophy poznamenal, že Hegel ilustroval důležitou pravdu a to že ,,čím horší je vaše logika, tím zajímavější jsou důsledky“.

## Metodika
Hegelova metoda ve filozofii sestává z triadického rozvoje (Entwicklung) v každém konceptu a každé věci. Doufal tedy, že filozofie nebude v rozporu se zkušeností, ale zkušenost poskytne filozofovi data, což je nakonec pravdivé vysvětlení. To se skládá z třídílného procesu. Chceme-li například vědět, co je svoboda, vezmeme si nejprve příklad neomezeného jednání, kdy člověk necítí potřebu potlačovat jakoukoli myšlenku, pocit nebo tendenci jednat.
Dále zjišťujeme, že se člověk vzdává této svobody ve prospěch jejího opaku: zdrženlivosti, nebo, jak to považoval, za tyranii civilizace a práva. Konečně, u občana pod vládou zákona nacházíme třetí vývojový stupeň, totiž svobodu ve vyšším a plnějším smyslu, než jak ji měli neomezení – svobodu dělat, říkat a myslet mnoho věcí, které jsou nad síly. nespoutaní.
V tomto triadickém procesu je druhý stupeň přímým opakem, zničením nebo alespoň sublací prvního. Třetí fáze je první vrácená k sobě ve vyšší, pravdivější, bohatší a plnější podobě. Tyto tři fáze jsou proto stylizovány:
- samo o sobě (An-sich)
- mimo sebe (Anderssein)
- v sobě a pro sebe (An-und-für-sich).

Tyto tři stupně se nacházejí za sebou v celé říši myšlení a bytí, od nejabstraktnějšího logického procesu až po nejsložitější konkrétní činnost organizované mysli v posloupnosti stavů nebo vytváření systémů filozofie.

## Komplexita
Legenda praví, že když se filozof Georg Wilhelm Friedrich Hegel v listopadu 1831 blížil ke svým posledním okamžikům, údajně pronesl tato slova: „Pouze jeden muž mi rozuměl, a dokonce ani on mi nerozuměl. Toto hodnocení, stejně jako mnohé z těch, které nabízí notoricky zabedněný a komplikovaný německý filozof, lze aplikovat i dnes. V roce 2021 zůstává Hegelovo rozsáhlé dílo většinou nepřístupné laikům.
Není tak úplně Hegelova chyba, že jeho myšlenky nejsou široce pochopeny; i když to nepomáhá, že německý idealismus, filozofické hnutí, ke kterému patřil, používal velmi tupý jazyk, který je v překladu ještě obtížnější pochopit.

## Dělení filozofie
1. První a nejrozsáhlejší úvaha o procesu ideje neboli rozumu nám odhaluje pravdu, že myšlenka je třeba studovat sama o sobě
2. Druhá úvaha je předmětem logiky nebo metafyziky; mimo sebe, v přírodě; to je předmětem filozofie přírody
3. V sobě a pro sebe, jako mysl; to je předmětem filozofie mysli (Geistesphilosophie).

### Filosofie přírody
Pomineme-li poněkud abstraktní úvahy, zahájíme studium vývoje ideje v bodě, kde vstupuje do jinakosti v přírodě. V přírodě myšlenka ztratila sama sebe, protože ztratila svou jednotu a je roztříštěna jakoby na tisíc fragmentů. Ale ztráta jednoty je jen zdánlivá, protože ve skutečnosti myšlenka svou jednotu pouze zatajila.
Filozoficky studovaná příroda se ukazuje jako tolik úspěšných pokusů myšlenky vystoupit ze stavu jinakosti a představit se nám jako lepší, plnější, bohatší idea, totiž duch nebo mysl. Mysl je tedy cílem přírody. Je to také pravda přírody. Neboť vše, co je v přírodě, je realizováno ve vyšší formě v mysli, která se vynořuje z přírody.

### Filosofie mysli
Filozofie mysli začíná úvahou o individuální, neboli subjektivní mysli. Brzy se však zjistí, že individuální neboli subjektivní mysl je pouze prvním stupněm, vlastním stupněm mysli. Dalším stupněm je objektivní mysl neboli mysl objektivizovaná v zákoně, morálce a státu. Toto je mysl ve stavu mimo-sebe.
Následuje stav absolutní mysli, stav, ve kterém se mysl povznáší nad všechna omezení přírody a institucí a je podřízena sama sobě v umění, náboženství a filozofii. Podstatou mysli je totiž svoboda a její rozvoj musí spočívat v odtržení od omezení, která na ni v její jinakosti klade příroda a lidské instituce.

### Filosofie dějin
Hegelova filozofie státu, jeho teorie historie a jeho popis absolutní mysli jsou možná nejčastěji čtené části jeho filozofie kvůli jejich dostupnosti. Stát, říká, že mysl je objektivizovaná. Individuální mysl, která je (kvůli svým vášním, předsudkům a slepým pudům) svobodná jen částečně, se podřizuje vahadlu (neboli jho) nutnosti – opaku svobody – aby dosáhla plnějšího dosažení sebe sama ve svobodě. občana.
Toto vahadlo nutnosti se nejprve setkává v uznání práv druhých, dále v morálce a nakonec ve společenské morálce, jejímž primárním orgánem je rodina. Agregáty rodin tvoří občanskou společnost, která je však ve srovnání se státem jen nedokonalou formou organizace. Stát je dokonalým společenským ztělesněním myšlenky a stojí v této fázi vývoje pro samotného Boha.
Stát, prostudovaný sám o sobě, poskytuje k naší úvaze ústavní právo. Ve vztahu k ostatním státům rozvíjí mezinárodní právo; a ve svém obecném průběhu historickými peripetiemi prochází tím, co Hegel nazývá „dialektikou dějin“.
Hegel učí, že ústava je kolektivním duchem národa a že vláda a psaná ústava jsou ztělesněním tohoto ducha. Každý národ má svého individuálního ducha a největším zločinem je čin, jímž tyran nebo dobyvatel dusí ducha národa.
Válku, navrhuje Hegel, nelze nikdy vyloučit, protože člověk nikdy nemůže vědět, kdy a zda vůbec k ní dojde, příkladem může být napoleonské zaplavení Evropy a její zrušení tradičních roajalistických systémů. Válka představuje krizi ve vývoji myšlenky, která je ztělesněna v různých státech, a z této krize obvykle zvítězí stát, který drží pokročilejšího ducha, i když může také utrpět ztrátu, lízat si rány, a přesto zvítězit. v duchovním smyslu, jak se to stalo například, když seveřané vyplenili Řím – římská forma legality a jeho náboženství „vyhrály“ navzdory ztrátám na bitevním poli.
Mírová revoluce je také možná (podle Hegela), když jsou změny potřebné k vyřešení krize zjištěny promyšleným vhledem a když se tento vhled rozšíří po celém politickém těle:
Pokud lid již nemůže přijmout jako implicitně pravdivé to, co mu jeho konstituce vyjadřuje jako pravdu, pokud jeho vědomí a jeho skutečnost nejsou v jednom, pak je duch lidu roztržen. Pak mohou nastat dvě věci. Za prvé, lidé mohou buď nejvyšším vnitřním úsilím rozbít tento zákon, který si stále nárokuje autoritu, na fragmenty, nebo mohou tišeji a pomaleji ovlivňovat změny dosud platného zákona, který však již není skutečnou morálkou, ale který mysl již překročil. Za druhé, inteligence a síla lidu nemusí stačit a může se držet nižšího zákona; nebo se může stát, že jiný národ dosáhl své vyšší konstituce, čímž poroste na stupnici a první se vzdá své národnosti a podřídí se druhému. Proto je zásadní vědět, co je skutečná ústava; neboť to, co je proti ní, nemá stabilitu, žádnou pravdu a pomíjí. Má dočasnou existenci, ale nemůže se udržet; byla přijata, ale nemůže zajistit trvalé přijetí; že musí být odložena, spočívá v samotné povaze ústavy. Tohoto vhledu lze dosáhnout pouze prostřednictvím filozofie. Revoluce probíhají ve stavu bez sebemenšího násilí, kdy se vhled stává univerzálním; instituce se tak či onak rozpadají a mizí, každý člověk souhlasí, že se vzdá svého práva. Vláda však musí uznat, že pro to nastal čas; pokud by naopak, neznaje pravdu, lpěla na dočasných institucích a brala to, co – ač uznávané – je nepodstatné, aby byla hrází, která to střežila před podstatným (a podstatné je to, co je obsaženo v Ideji), aby vláda padne, spolu se svými institucemi, před silou mysli. Rozpad jeho vlády rozbije národ samotný; vznikne nová vláda — nebo se může stát, že vláda a nepodstatné si udrží navrch.
„Půda“ historického vývoje je tedy racionální; protože stát, pokud není v rozporu, je ztělesněním rozumu jako ducha. Mnohé, zprvu považované za nahodilé události dějin, se mohou ve skutečnosti nebo v nutnosti stát fázemi logického rozvíjení suverénního rozumu, který se vtěluje do vyspělého státu. Takovou „nutnou nahodilost“, vyjádřenou vášněmi, pudem, zájmem, charakterem, osobností, si zvykněte na „chytrost rozumu“, která ve zpětném pohledu sloužila svému účelu.

### Etapy dějin
Historické dění je tedy třeba chápat jako přísnou, neochotnou práci rozumu k naplnění sebe sama v dokonalé svobodě. V důsledku toho musí být historie interpretována racionálně a posloupnost událostí musí být zařazena do logických kategorií.
Nejširší pohled na historii odhaluje tři důležité fáze vývoje:
- Orientální imperiální (stadium jednoty, potlačení svobody, militantní a invazivní politika)
- Řecká sociální demokracie (etapa expanze, ve které byla svoboda ztracena v nestabilní demagogii)
- Křesťanská konstituční monarchie (která představuje opětovné začlenění svobody do ústavní vlády)

### Filosofie absolutní mysli
Dokonce i ve státě je mysl omezena na subjektivitu mysli ostatních. Zbývá poslední krok v procesu nabývání svobody, totiž ten, kterým se absolutní mysl v umění, náboženství a filozofii podřizuje sama sobě. V umění má mysl intuitivní kontemplaci sebe sama, jak je dosaženo v uměleckém materiálu, a vývoj umění byl podmíněn stále se zvyšující „poslušností“, s níž se umělecký materiál hodí buď k aktualizaci mysli nebo myšlenky. .
V náboženství pociťuje mysl svou nadřazenost vůči konkrétním omezením konečných věcí. Zde, stejně jako ve filozofii dějin, jsou tři velké momenty, orientální náboženství, které zveličovalo myšlenku nekonečna, řecké náboženství, které přikládalo nepatřičnou důležitost konečnému, a křesťanství, které představuje spojení nekonečného a konečného. . A konečně, absolutní mysl jako filozofie překračuje omezení, která jsou na ni kladena, dokonce i v náboženském cítění, a odvrhující reprezentativní intuici, dosahuje veškeré pravdy ve formě rozumu.
Jakákoli pravda v umění a náboženství je obsažena ve filozofii, ve vyšší formě a bez jakýchkoli omezení. Filosofie je tedy „nejvyšší, nejsvobodnější a nejmoudřejší fáze spojení subjektivní a objektivní mysli a konečný cíl veškerého rozvoje“.

## Teze
Dialektika je možná nejvíce chybně interpretovaným aspektem Hegelova myšlení. Extrémně populární – i když příliš zjednodušené – čtení uvádí, že Hegelova dialektika je způsob, jak porozumět světu prostřednictvím abstrakce: triáda teze, antiteze, syntéza. Něco se stane (teze), co vyvolá reakci (antiteze); obě myšlenky se pak spojí dohromady (syntéza).
- Konspirační teoretik David Icke používá obměnu tohoto vzorce, kterou nazývá „problém, reakce, řešení“. Podle Ickeho jsou za většinu velkých krizí minulého století zodpovědní vlastníci globálních finančních institucí – v drtivé většině samozřejmě židovští, jak je tomu ve většině „teorií“ tohoto druhu, a to pomocí strategie Hegelova stylu k ovládat svět.

## Konspirační teorie
Od dogmatického archracionalisty po krvežíznivého válečného štváče, obvinění proti Hegelovi jsou různorodá a dalekosáhlá, k frustraci současných Hegelových učenců, kteří se dlouho snažili vyvrátit některé mýty spojené s jejich oborem.
Ale na paranoidních subredditech a v temných koutech Twitteru se o Hegelovi diskutuje úplně jiným způsobem; ještě podivnější než tvrzení miliardářského podivína Elona Muska, že Hegel byl inspirací pro videohru Fallout: New Vegas. Internetoví konspirační teoretici interpretovali Hegelovu filozofii jako nástroj sociální kontroly využívaný temnou kabalou usilující o zavedení Nového světového řádu. Teorie zní takto: temné síly vytvářejí krizi, která vyvolává pobouření nebo vyvolává strach ve veřejnosti. Následně je navrženo řešení pro obnovení veřejného pořádku. Nové zákony a zásady, které jsou uzákoněny, však skrytě slouží účelu, který temné síly celou dobu chtěly: zotročení lidstva. Toto je forma hromadného ovládání mysli, která přivádí lhostejnou veřejnost k tyranii a útlaku: hegelovská dialektika.